# Heaven and Hell (C. C. Catch-dal)
A Heaven and Hell című dal a holland-német C. C. Catch második és egyben utolsó kislemeze a Welcome to the Heartbreak Hotel című albumról. A dal producere Dieter Bohlen volt. A dal számos slágerlistára felkerült.

## Számlista
7" kislemez
Európai kiadás (Hansa 108 703)
1. "Heaven And Hell" - 3:38
2. "Hollywood Nights" - 2:55

12 Maxi
Görög kiadás (Music Box Maxi 56)
1. "Heaven And Hell" (12" Version)- 5:11
2. "Hollywood Nights" - 2:55
3. "Heaven And Hell" (Instrumental)- 3:38

## Slágerlista
| Slágerlista(1986) | Legmagasabb helyezés |
| ----------------- | -------------------- |
| Németország       | 13                   |
| Spanyolország     | 2                    |
| Svájc             | 19                   |

## Külső hivatkozások
- Videóklip[5]
- Dalszöveg Heaven And Hell[6]
- Dalszöveg Hollywood Nights[7]